# Al-Fadl ibn Sahl
Abu l-Abbas al-Fadl ibn Sahl ibn Zadhanfarukh al-Sarakhsi (in arabo أبو العباس الفضل بن سهل بن زادانفروخ السرخسي‎?; ... – Sarakhs, 13 febbraio 818) è stato un politico persiano, visir del califfo abbaside al-Maʾmūn.

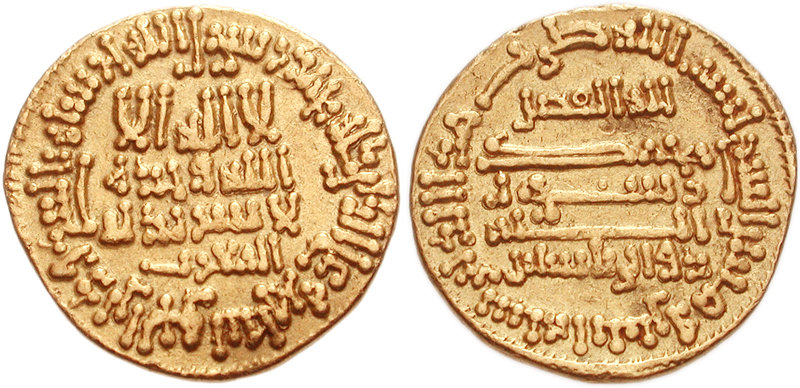
Moneta abbaside, con il nome del califfo al-Maʾmūn e il nome di al-Fadl con il nome del suo titolo Dhu 'l-Ri'āsatayn

Giocò un ruolo cruciale nella guerra civile tra al-Amin e al-Ma'mun, e fu di fatto il regnante del califfato fino all'817.

## Biografia
Il padre di Fadl, Sahl, era uno Zoroastriano di Kufa, che si convertì successivamente all'Islam e si unì ai Barmecidi. Sotto la spinta del barmecida Yahya ibn Khalid, Fadl si convertì anch'esso all'Islam, probabilmente nell'806, ed entrò al servizio del califfo Hārūn al-Rashīd e di suo figlio al-Maʾmūn.
Fadl intuì molto presto che dopo la morte di Harun al-Rashid, il suo trono sarebbe stato conteso tra i suoi figli, e pertanto esortò al-Ma'mun, figlio di una concubina persiana, di accompagnare il padre nella sua spedizione a Khorasan, per garantire una base di potere in terre persiane. Quando gli eventi si realizzarono nel modo più accurato che Fadl aveva predetto, al-Ma'mun lo fece suo consigliere capo, e sua mano destra durante la guerra civile con il fratello al-Amin.
Dopo aver sconfitto al-Amin, al-Ma'mun divenne il nuovo califfo di tutto il mondo estremo orientale dell'Islam, principalmente delle terre di Persia, e Fadl venne nominato Visir ed Emiro di quelle aree. In seguito al suo ruolo, sia civile che militare, gli venne conferto il titolo di ذو الرئاستين, che significava "doppia guida di violenza". Inoltre, venne ricompensato di immense ricchezze e di proprietà ereditaria. Il fratello di Fadl, al-Hasan ibn Sahl venne nominato ministro delle finanze.
Nonostante avesse vinto la guerra civile contro il fratello, al-Ma'mun continuò a fronteggiare diverse rivolte e una considerevole resistenza da parte dell'aristocrazia araba, specialmente a Baghdad e in Siria. Secondo gli storici al-Azraqi e Ibn Babawayh al-Qummi, Fadl condusse diverse campagne in Khurasan e nelle aree vicine, sconfiggendo in maniere decisa i capi locali, compresi i Karluk Turks (i cui capi fuggirono) e i Kabul Shahi. Il significato di questa vittoria difficilmente può essere sottovalutato, in quanto Fadl non solo assicurò il fianco orientale dell'impero, ma anche per l'afflusso di nuovi mercenari e schiavi militari realizzato dall'esercito di al-Ma'mun.
Un significativo punto di svolta nella storia della califfato abbaside fu la nomina di un imam sciita chiamato ʿAlī al-Riḍā come successore di al-Ma'mun. La nomina di Ali al-Rida come suo successore, il generale atteggiamento pro-sciita del Califfo e il fatto che al-Ma'mun continuò a risiedere a Merv, una città di primo piano popolata dai Persiani, e non nel cuore arabo del califfato in Iraq, permise ai nemici del califfo, di vedere lui e i suoi consulenti come "estimatori della Persia" e quindi bollati come "anti-arabi". Fadl venne accusato di un segreto passaggio del califfato allo Sciismo cercando di ripristinare i Sasanidi. Secondo alcune fonti, Fadl rifiutò una grossa somma di denaro offertagli dal califfo e si dimise dal suo incarico per vivere una vita tranquilla e ascetica.
Il 13 febbraio 818, Fadl fu misteriosamente trovato morto nel suo bagno a Sarakhs, nel nord del Khurasan. Secondo diverse fonti, aveva tra 41 e 60 anni quando morì. Secondo delle indiscrezioni, fu lo stesso califfo ad ordinare il suo assassinio. Poco tempo dopo, anche Ali Al-Ridha venne assassinato. La maggior parte degli storici moderni concordano sul fatto che al-Ma'mun ordinò la morte di entrambi, nonostante la profonda amicizia che lo legava a loro (con i quali era legato da parentela a seguito del suo matrimonio), la politica e l'unità del califfato.
Fadl venne considerato come un dinamico politico, a volte violento e autoritario, ma non egoista o avido.